# Variabilidad genética
La variabilidad genética se refiere a la variación en el material genético de una población o especie, e incluya los genomas. Para que la selección natural pueda actuar sobre un carácter, debe haber algo que seleccionar, es decir, varios alelos para el gen que codifica ese carácter. Además, cuanta más variación haya, más evolución hay. Ronald Fisher demostró matemáticamente que cuantos más alelos existan para un gen, más probabilidad hay de que uno de ellos se imponga al resto (se fije). Esto implica que cuanta más variabilidad genética exista en una población, mayor será el ritmo de la evolución. Esto se conoce como "Teorema fundamental de la selección natural  que establece y  varía en cambios y transformaciones".

El ritmo de aumento en adaptación de un organismo en cualquier momento es igual a su variación genética en adaptación en ese momento.
Ronald Fisher

O en terminología más moderna:

El ritmo de aumento de aptitud media de cualquier organismo en cualquier momento atribuible a la selección natural actuando a través de cambios en las frecuencias génicas, es exactamente igual a su variabilidad genética en aptitud en ese momento.
(A.W.F. Edwards 1994)

## Variaciones y reservorios génicos
Las poblaciones permiten estudiar la variación genética. Una población es un grupo de individuos de la misma especie que se reproduce por endogamia. Como los miembros de una población se cruzan entre sí, comparte un grupo de genes llamado reservorio génico; este está compuesto por todos los genes presentes en una población incluyendo sus diferentes alelos. La frecuencia relativa de un alelo es la cantidad de veces que el alelo se manifiesta en un reservorio génico comparado con la cantidad de veces que se manifiestan otros alelos del mismo gen. La frecuencia relativa suele expresarse como porcentaje. Los reservas génicos son importantes para la teoría de la evolución, ya que la evolución  provoca cambios en una población a través del tiempo. En términos genéticos, la evolución es cualquier cambio en la frecuencia relativa de los alelos de una población. Por ejemplo, si la frecuencia relativa del alelo N en una población de ratones cambiara con el tiempo al 30 por ciento, diríamos que la población está evolucionando.

## Fuentes de variación genética

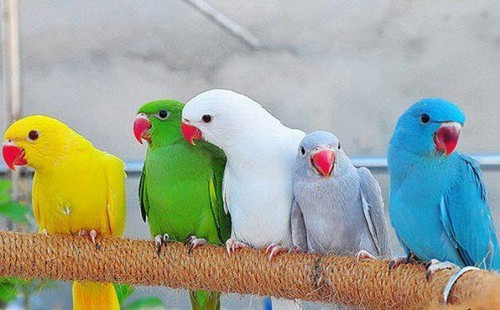
Variación de colores en el perico Psittacula krameri, debida a mutaciones.